# Fenerbahçe Spor Kulübü
|  | Per a altres significats, vegeu «Fenerbahçe (desambiguació)». |

El Fenerbahçe Spor Kulübü és un club d'esports de la ciutat d'Istanbul a Turquia. El club té la seu al districte de Kadıköy, i rep el seu nom del barri de Fenerbahçe (AFI /feˈnɛrbaht͡ʃe/).

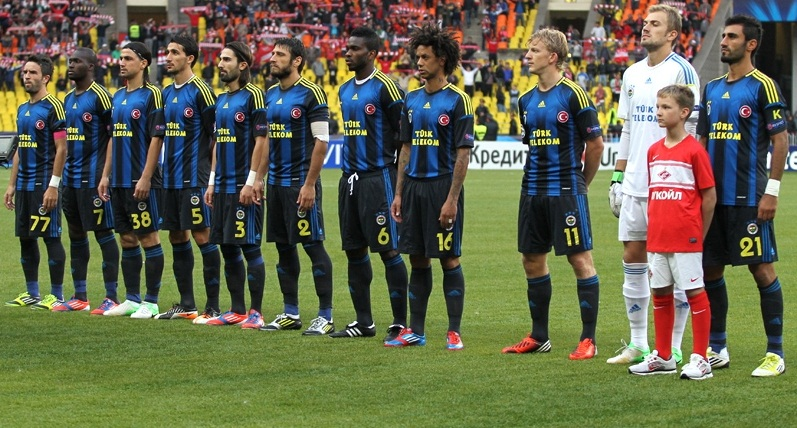
Fenerbahçe abans d'un partit.

## Història

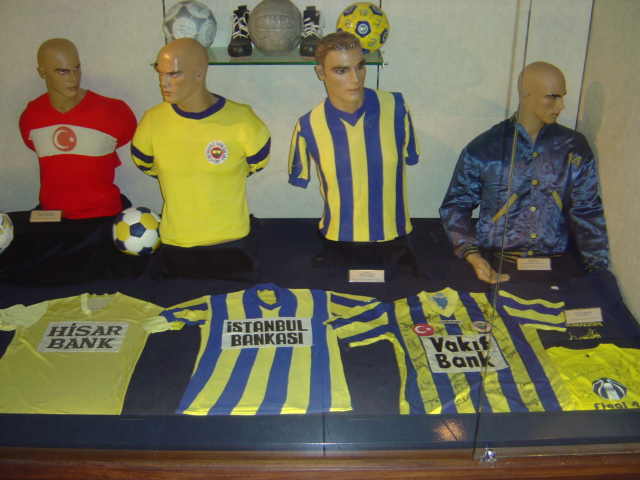
Antics uniformes del club

Les arrels del Fenerbahçe Spor Kulübü les trobem el 1899. En aquells anys, temps de l'Imperi Otomà, a Kadıkoy (seu del Fenerbahçe) alguns turcs practicaven el futbol i fundaren el primer club del país, el Black Stockings. Però el club fou tancat. 8 anys més tard, el 1907, la majoria de membres que havien fundat el primer club fundaren el Fenerbahçe Spor Kulübü. El club inicià les primeres activitats en secret, però el 1908 canvià la llei i els clubs de futbol hagueren de registrar-se. Inicialment el club adoptà els colors groc i blanc, però el 1910 adoptà els actuals groc i blau marí.
El 1918, després de la Primera Guerra Mundial, Istanbul fou ocupada per les tropes britàniques i franceses. Entre 1918 i 1923, el Fenerbahçe jugà 50 partits contra equips de les tropes d'ocupació i en guanyà 41, per només 4 derrotes. Aquests triomfs feren el club un dels més populars de Turquia.

## Seccions
El Fenerbahçe Spor Kulübü, com diu el seu nom "Fenerbahçe Esport Club", és en realitat una entitat poliesportiva amb gran quantitat de seccions esportives, com són: futbol, basquetbol, voleibol, rem, boxa, vela esportiva, atletisme, natació i tennis Taula.

### Futbol
La secció de futbol és la més important del club.

### Basquetbol
El basquetbol, és després del futbol la secció més important del club. El 2006 la secció del Fenerbahçe es va fusionar amb l'Ülkerspor, formant l'actual Fenerbahçe Ülkerspor.
L'equip femení s'anomena Fenerbahçe İstanbul i té un brillant palmarès.

### Voleibol
El Fenerbahçe també té seccions de voleibol, tant masculina com femenina amb nombrosos èxits

### Atletisme
L'atletisme del club ha tingut importants atletes turcs, recordmans del país, com Halil Akkaş o Eşref Apak. També han estat membres del club sprinters internacionals com Justin Gatlin, Donovan Bailey i Merlene Ottey.

### Boxa
La boxa és una secció important del club. El club ha tingut molts campions turcs com ara Atagün Yalçınkaya, Gülsüm Tatar i Sümeyra Kaya.

### Rem i vela
També en esports aquàtics ha destacat el Fenerbahçe. Çağla Kubat és membre de la secció de vela del club.